# Fantôme utile
Pour plus de détails, voir Fiche technique et Distribution.
Fantôme utile (en thaï : ผีใช้ได้ค่ะ, Pee Chai Dai Ka) est une comédie noire et fantastique franco-thaïlandaise réalisée par Ratchapoom Boonbunchachoke et sortie en 2025.
Le film est présenté en avant-première mondiale à la Semaine de la critique du Festival de Cannes 2025, où il remporte le Grand Prix Ami Paris,,,,.

## Synopsis
Après avoir succombé à une maladie respiratoire, l'âme d'une femme prend possession d'un aspirateur pour protéger son mari lorsqu'il commence à présenter les mêmes symptômes,.

## Fiche technique
- Titre français : Fantôme utile[8],[9]
- Titre original thaï : ผีใช้ได้ค่ะ, Pee Chai Dai Ka[10],[11]
- Réalisation : Ratchapoom Boonbunchachoke
- Scénario : Ratchapoom Boonbunchachoke
- Photographie : Pasit Tandaechanurat
- Montage : Chonlasit Upanigkit (th)
- Musique : Chaibovon Seelukwa
- Décors : Maria Tourskaïa
- Production : Cattleya Paosrijaroen, Tan Si En, Zorana Mušikic, Karim Aitouna
- Sociétés de production : 185 Films, Momo Film Co, Mayana Films, Haut Les Mains Productions[9]
- Pays de production :  Thaïlande -  France[9]
- Langue originale : thaï
- Format : Couleurs - 1,66:1 - Son Dolby Digital
- Durée : 130 minutes
- Genre : comédie noire et fantastique
- Date de sortie :
  - France : 17 mai 2025 (Festival de Cannes 2025) ; 27 août 2025 (sortie nationale)[12]

## Distribution
- Davika Hoorne : Nat, la femme-fantôme
- Witsarut Himmarat (th) : March, le mari
- Apasiri Nitibhon (th) : Suman, la belle-mère
- Wanlop Rungkumjad : Krong, le réparateur d'aspirateurs[13]
- Wisarut Homhuan : universitaire transgenre

## Distinctions

### Récompense
- Festival de Cannes 2025 : Grand prix de la Semaine de la critique[1],[2],[14]

### Sélections
- Festival de Cannes 2025 : en compétition à la Semaine de la critique, pour la Queer Palm et pour la Caméra d'or